# US Ivry HB
Union sportive d’Ivry Handball ist ein französischer Handballverein aus Ivry-sur-Seine, einem Vorort von Paris. Mit acht Meistertiteln ist er der dritterfolgreichste Verein Frankreichs nach Montpellier Handball und Paris Saint-Germain. US Ivry spielte 57 Jahre ununterbrochen in der höchsten Spielklasse.

## Geschichte

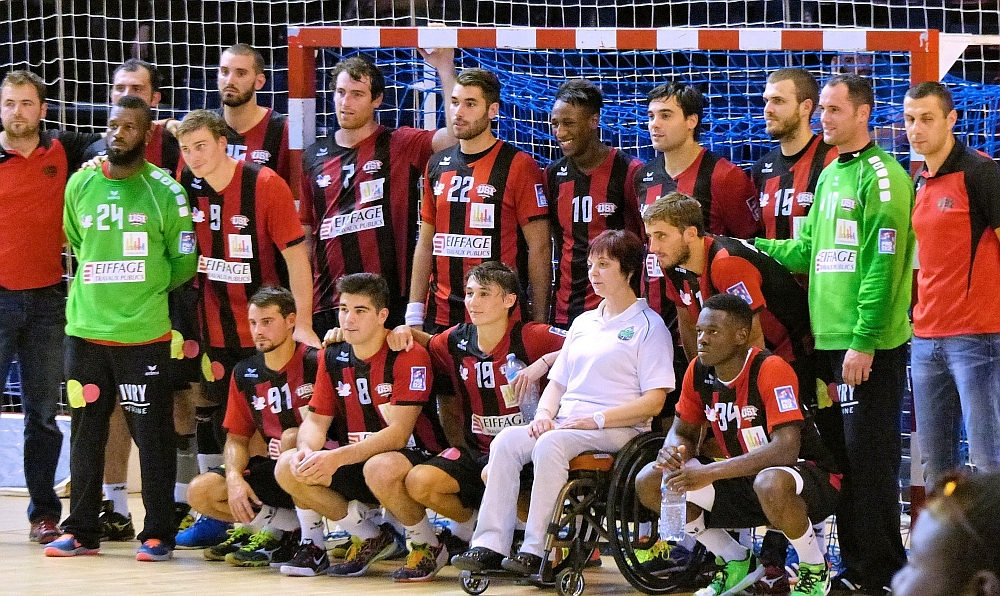
Mannschaftsfoto (Saison 2014/15)

Die Handballabteilung des Klubs wurde 1947 gegründet. Zuerst noch ein Schülerverein und von 1947 bis 1949 unter dem Namen „Étoile Sportive du Travail d’Ivry“, wurde der Klub später ein Profiverein und stieg 1957 in die französische 1. Division – die höchste französische Spielklasse – auf. 1952 zog der Klub in das „Stade Clerville“ und 1953 in das „Gymnase Auguste Delaune“ um. Zurzeit benutzt der Klub eine überdachte Installation anstatt der Halle und trägt seine 1.-Liga-Spiele draußen aus. In der Saison 2013/14 belegte die Mannschaft den vorletzten Platz und stieg in die Pro D2 ab. Eine Saison später gelang der Mannschaft die Rückkehr in die Ligue Nationale de Handball. Im Jahr 2021 musste der Verein erneut den Gang in die Zweitklassigkeit antreten. Schon eine Saison später stieg Ivry wieder auf.
Heute besitzt der Klub eine ebenso erfolgreiche Herren- wie auch Damenabteilung.

## Herrenabteilung

### Erfolge
- Französische Meisterschaft: 1963, 1964, 1966, 1970, 1971, 1983, 1997, 2007
- Französischer Pokal: 1996
- Französischer Ligapokal: Finalist 2007

### Bekannte ehemalige Spieler
- Luc Abalo
- Alexander Buchmann
- Fabrice Guilbert
- Daniel Hager
- Wassili Kudinow
- Beno Lapajne
- Cédric Largent
- Andrei Lawrow
- Mirza Šarić
- Pablo Simonet
- Michail Alexejewitsch Tschipurin
- Audräy Tuzolana
- Rolando Uríos
- Wadim Wassiljew

### Mannschaft des 20. Jahrhunderts
Im Jahr 2000 wurden sieben Spieler in die Mannschaft des 20. Jahrhunderts gewählt.
- Torhüter: Andrei Lawrow
- Linksaußen: Daniel Hager
- Rückraum links: Wassili Kudinow
- Rückraum Mitte: René Richard
- Rückraum rechts: Bernard Rignac
- Rechtsaußen: Tomislav Križanović
- Kreisläufer: Rolando Uríos

## Damenabteilung

### Erfolge
- Französische Meisterschaft: 1958, 1959, 1960, 1963, 1964, 1969, 1970, 1974, 1977
- Französischer Pokal: 1977

Die Damenabteilung ist 2007 in die dritte Division abgestiegen.